# Johann G. L. W. Ubbelohde
Wilhelm Ubbelohde (auch: Johann Wilhelm Ubbelohde und Johann Georg Ludwig Wilhelm Ubbelohde; * 4. August 1794 in Hannover; † 5. Dezember 1849 ebenda) war hannoverscher Oberfinanzrat.

## Leben
Sein Vater, Johann Friedrich Ubbelohde (1765–1800) war Notar, Konsistorialsekretär und von 1794 bis 1800 Bürgermeister von Münder.
Ubbelohde studierte an der Universität Göttingen zunächst auf Rat seines Verwandten, des Abts Salfeld, Theologie. In der Schlacht bei Leipzig wurde er im März 1814 Lieutenant. Danach studierte er Jurisprudenz, Finanzwissenschaft und Geschichte. Nach Tätigkeiten in Herzberg und Ilfeld stieg er in Hannover von 1820 bis 1843 zum Oberfinanzrat auf. 1831 war er als einer der sieben königlichen Kommissare in den Ausschuss deputiert, der mit den ständischen Vertretern zusammen das Staatsgrundgesetz zu entwerfen hatte.
Der Rechtswissenschaftler August Ubbelohde war sein Sohn.

## Schriften (Auswahl)
- Statistisches Repertorium über das Königreich Hannover, Hannover: im Verlag der Hahn’schen Hof-Buchhandlung, 1823; Digitalisat über Google-Bücher
- Ueber die Finanzen des Königreichs Hannovers und deren Verwaltung, 1834